# Église Saint-Hilaire de Châteauvieux
Pour les articles homonymes, voir Église Saint-Hilaire.
L'église Saint-Hilaire est une église catholique située dans la commune de Châteauvieux et le département de Loir-et-Cher, en France.

## Histoire
Datant du XIIIe siècle, il s'agit d'un monument inscrit monument historique depuis 2012 (en totalité).